# Seiken Densetsu 3
Trials of Mana, также известная под своим японским названием Seiken Densetsu 3 (яп. 聖剣伝説3 сэикэн дэнсэцу 3, «Легенда о святом мече 3») — компьютерная игра в жанре ролевой боевик, разработанная и выпущенная в 1995 году компанией Square для приставки Super Nintendo Entertainment System. Представляет собой третью часть серии Mana.
В июне 2017 года игра была включена в Seiken Densetsu Collection, выпущенную для Nintendo Switch в Японии; сборник вышел во всём мире как Collection of Mana с Seiken Densetsu 3 названным как Trials of Mana. 3D ремейк с таким же именем был анонсирован вместе м ним, и был выпущен во всём мире 20 апреля 2020 для Microsoft Windows, Nintendo Switch, и PlayStation 4.

## Игровой процесс
Сюжет подразделён на три основные линии, игроку предоставляется выбор между шестью персонажами, у каждого из которых есть своя сюжетная линия, своя специализация и свой уникальный набор приёмов. Впервые в серии здесь задействована система смены дня и ночи, а также дней недели, что, в свою очередь, оказывает существенное влияние на геймплей. Получило продолжение так называемое «кольцевое меню», использованное ещё в предыдущей части, когда опции выводятся на экран в виде окружности, позволяя делать выбор без долгого переключения между экранами.

## Разработка
Руководство разработкой осуществляли бессменные лидеры серии Коити Исии и Хиромити Танака, первый выполнил роль геймдизайнера, тогда как второй — режиссёра. Иллюстрации персонажей сделал мангака Нобутэру Юки, его рисунки позже были изданы отдельной книгой Nobuteru Yuki Seiken Densetsu Illustration Book. Музыкальный ряд для саундтрека сочинил композитор Хироки Кикута, ранее принимавший участие в работе над Secret of Mana. Изначально планировалось, что североамериканская версия будет называться Secret of Mana 2, разработчики пообещали релиз во второй половине 1995 года, однако с тех пор информация о локализации Seiken Densetsu 3 за пределами Японии не поступала. Отсутствие официального перевода на английский язык связывают с тем фактом, что в то время американское подразделение компании было занято разработкой Secret of Evermore и не имело возможности взять на себя ещё один серьёзный проект. Тем не менее, в 2000 году игру перевёл хакер Неилл Сорлетт, выложив в Интернет соответствующий патч. Через некоторое время появились немецкий и французский переводы.

## Отзывы
| Иноязычные издания | Иноязычные издания |
| Издание            | Оценка |
| ------------------ | --- |
| 1UP.com            | B– |
| Famitsu            | 31 / 40 |
| GameFan            | 95 % |
| Nintendo Life      | 9 из 10 звёзд · 9 из 10 звёзд · 9 из 10 звёзд · 9 из 10 звёзд · 9 из 10 звёзд · 9 из 10 звёзд · 9 из 10 звёзд · 9 из 10 звёзд · 9 из 10 звёзд · 9 из 10 звёзд |
| Cubed3             | 9 / 10 |
| JeuxVideo.com      | 17 / 20 |
| RPGamer            | 8 / 10 |
| SuperGamePower     | 4,2 / 5 |

Так как официально игра выходила только на территории Японии, для западной прессы Seiken Densetsu 3 оказалась практически незамеченной. Сайт 1UP.com в ретроспективном обзоре поставил ей четвёрку с минусом по пятибалльной шкале, назвав отсутствие этой игры на западном рынке большим упущением. На протяжении трёх лет, с 1999 года по 2001, игра находилась в сотне лучших игр по версии портала GameFAQs.